# اتحادیه ایالت های بلوچستان
اتحادیه ایالت‌های بلوچستان (به اختصار:BSU) یک بخش اداری پاکستان بود که بین ۳ اکتبر ۱۹۵۲ و ۱۴ اکتبر ۱۹۵۵ در بخش جنوب غربی پاکستان غربی وجود داشت. توسط چهار ایالت شاهزاده کلات، خاران، لسبیله و مکران با پایتختی شهر کلات تشکیل شد. موقعیت منطقه ای اتحادیه تقریباً نیمه جنوب غربی ایالت بلوچستان و در کنار ایالت بلوچستان بریتانیا واقع شده بود اما شامل گوادر که بخشی از مسقط و عمان به‌شمار می‌رفت، نمی‌شد. این اتحادیه جدا از ایالت بلوچستان بریتانیا که مناطق شمالی ایالت کنونی بلوچستان را در بر می گرفت قرار داشت. حاکمان چهار ایالت به کار خود ادامه دادند و خود مختاری خود را حفظ می کردند.
در سال ۱۹۴۸ چهار ایالت منفرد به قلمرو جدید پاکستان پیوستند و در سال ۱۹۵۲ «BSO» تشکیل شد. در سال ۱۹۵۵ دستور انحلال اتحادیه داده شد و این منطقه به بخش کلات تبدیل شد. اولین رئیس اتحادیه خان کلات احمد یارخان احمدزی بود. نهاد اصلی حکومت شورای خوانین یا سرداران حاکم بود که متشکل از خان بزرگ کلات، جام لسبیله، نواب خاران و مکران بود. تصمیم‌گیری در مورد مسائل عموماً توسط شورایی از همه بزرگان یا سرداران اتحادیه گرفته می‌شد.